# Ojkovica
Ojkovica är en by i kommunen Nova Varoš, distriktet Zlatibor i västra Serbien. Enligt folkräkningen 2002 hade byn en befolkning på 290 personer.